# Archidiecezja Santa Fe de Antioquia

Mapa archidiecezji

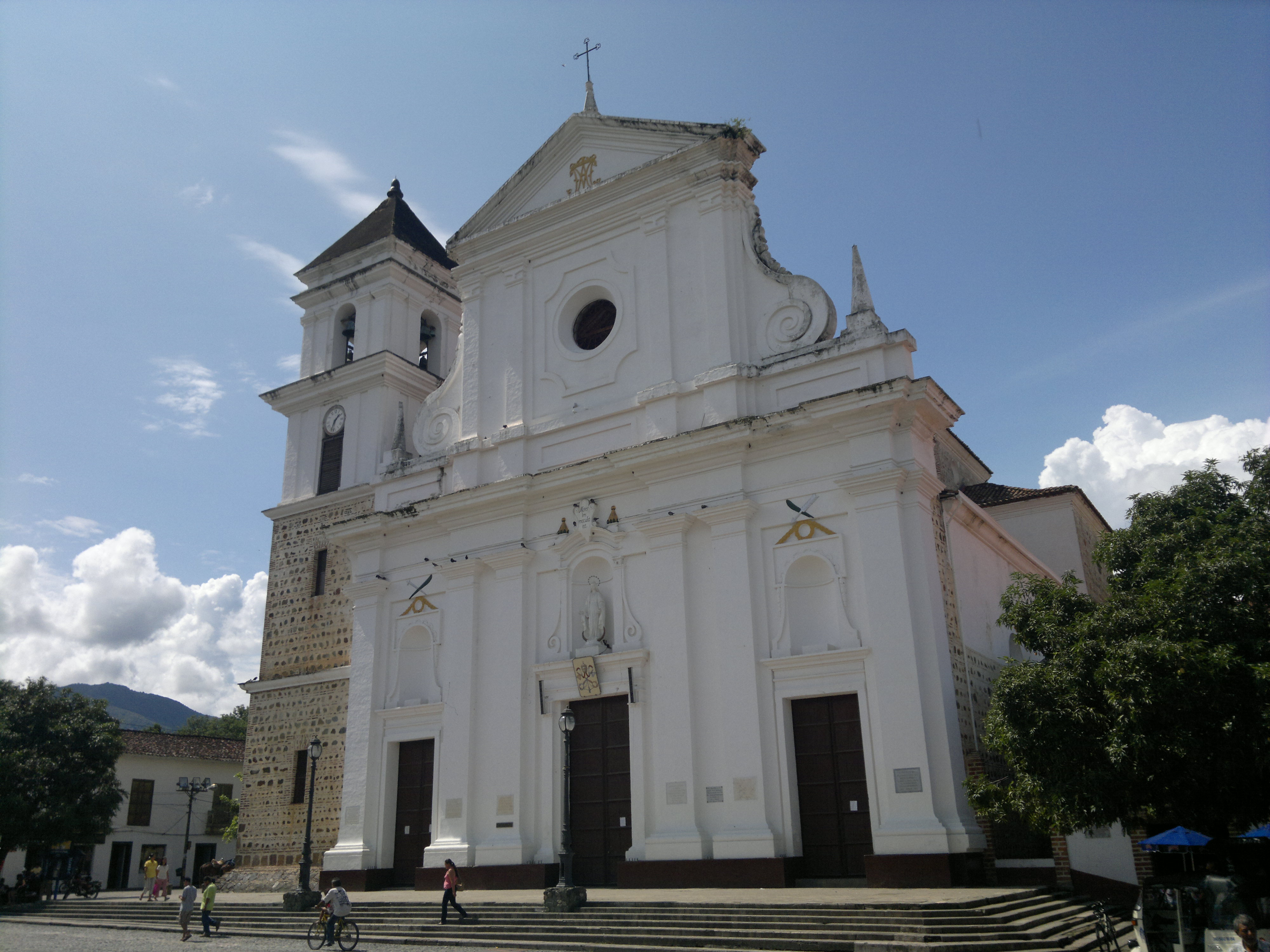
Katedra w Santa Fe de Antioquia

Archidiecezja Santa Fe de Antioquia (łac. Archidioecesis Sanctae Fidei de Antioquia, hisz. Arquidiócesis de Santa Fe de Antioquia) – rzymskokatolicka archidiecezja ze stolicą w Santa Fe de Antioquia, w Kolumbii. Arcybiskupi Santa Fe de Antioquia są również metropolitami metropolii o tej samej nazwie.
W 2022 na terenie archidiecezji pracowało 49 sióstr zakonnych.

## Sufraganie
Sufraganiami archidiecezji Santa Fe de Antioquia są:
- diecezja Apartadó
- diecezja Istmina-Tadó
- diecezja Quibdó
- diecezja Santa Rosa de Osos

## Historia
31 sierpnia 1804, za pontyfikatu Piusa VII, erygowano diecezję Antioquia. Do tej pory tereny nowej diecezji należały głównie do biskupstwa Popayán (obecnie archidiecezja Popayán). Mniejsze obszary wchodziły dotychczas w skład archidiecezji Santa Fe w Nowej Grenadzie (obecnie archidiecezja bogotańska) i diecezji Cartagena de Indias (obecnie archidiecezja Cartagena de Indias).
14 lutego 1868 z terytorium diecezji Antioquia powstało biskupstwo Medellín (obecnie archidiecezja Medellín). Biskupstwo Antioquia zostało wtedy zlikwidowane lecz już cztery lata później, 29 stycznia 1872, papież Pius IX je przywrócił.
28 kwietnia 1908 z terenów diecezji Antioquia wydzielono prefekturę apostolską Chocó (obecnie nieistniejącą).
5 lutego 1917 do omawianego biskupstwa przyłączono diecezję Jericó. Tym samym zmieniono nazwę na diecezja Antioquia - Jericó. W tym samym dniu na wschodzie diecezji odłączyła się nowo powstała diecezja Santa Rosa de Osos.
3 lipca 1941 rozdzielono diecezje Antioquia i Jericó. Omawiana jednostka wróciła do poprzedniej nazwy.
14 listopada 1952 z terenów diecezji erygowano diecezję Quibdó.
18 czerwca 1988, decyzją papieża Jana Pawła II, diecezje Antioquia wyniesiono do godności arcybiskupstwa i stolicy metropolii zmieniając nazwę na obecną. W tym samym dniu odłączono z niej północno-zachodnie terytorium ustanawiając tam diecezję Apartadó.

## Ordynariusze

### Biskupi Antioquii
- Fernando Cano Almirante OFMObs (1818 - 1825) następnie mianowany biskupem Wysp Kanaryjskich
- Mariano Garnica y Orjuela OP (1827 - 1832)
- José María Estévez (1834) w dniu nominacji już nie żył
- Juan de la Cruz Gómez y Plata (1835 - 1850)
- Domingo Antonio Riaño Martínez (1854 - 1866)
- Joaquín Guillermo González (1873 - 1882)
- Jesús María Rodríguez Balbín (1883 - 1891)
- Juan Nepomuceno Rueda Rueda (1892 - 1900)
- José Maria Villalba (1900 - 1901)
- Manuel Antonio López de Mesa (1902 - 1908)
- Maximiliano Crespo Rivera (1910 - 1917) następnie mianowany biskupem Santa Rosa de Osos
- Francisco Cristóbal Toro (1917 - 1942)
- Luis Andrade Valderrama OFM (1944 - 1955)
- Guillermo Escobar Vélez (1955 - 1969)
- Eladio Acosta Arteaga CIM (1970 - 1988) następnie arcybiskup

### Arcybiskupi Santa Fe de Antioquia
- Eladio Acosta Arteaga CIM (18 czerwca 1988 - 10 października 1992)
- Ignacio José Gómez Aristizábal (10 października 1992 - 12 stycznia 2007)
- Orlando Antonio Corrales García (12 stycznia 2007 - 3 maja 2022)
- Hugo Alberto Torres Marín (od 25 stycznia 2023)